# Inyoschwagerina
Inyoschwagerina es un género de foraminífero bentónico de la subfamilia Pseudofusulininae, de la familia Schwagerinidae, de la superfamilia Fusulinoidea, del suborden Fusulinina y del orden Fusulinida. Su especie tipo es Inyoschwagerina magnifica. Su rango cronoestratigráfico abarcaba desde el Asseliense hasta el Artinskiense (Pérmico inferior).

## Discusión
Clasificaciones más recientes incluyen Inyoschwagerina en la superfamilia Schwagerinoidea, y en la subclase Fusulinana de la clase Fusulinata. Algunas clasificaciones incluyen Inyoschwagerina en la familia Pseudofusulinidae.

## Clasificación
Inyoschwagerina incluye a las siguientes especies:
- Inyoschwagerina elayeri †
- Inyoschwagerina elongata †
- Inyoschwagerina linderae †
- Inyoschwagerina magnifica †